# Ivan Vučetić

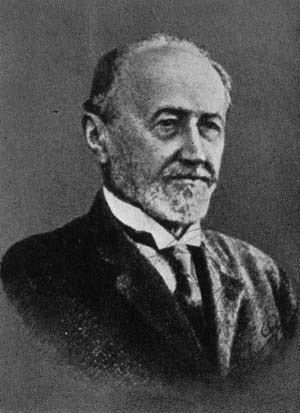
Ivan Vučetić

Ivan Vučetić, auch hispanisiert Juan Vucetich (* 20. Juli 1858 auf der Insel Hvar (Kroatien), Kaisertum Österreich; † 25. Januar 1925 in Dolores, Buenos Aires, Argentinien) war ein argentinischer Kriminalist österreichischer Abstammung.
Nach Abschluss seiner Lehre als Küfer verließ Vučetić aus wirtschaftlichen Gründen seine Heimat Kroatien und zog nach Argentinien. Er wurde 1888 Angestellter der Landespolizei in La Plata. Dort wurde er als Leiter der Statistikabteilung 1891 mit anthropometrischen Studien zur Täteridentifikation beauftragt. Hierbei fiel ihm auf, dass kein Fingerabdruck dem anderen gleicht. Seine Methode nannte er anfänglich Iknofalangometrie, benannte sie jedoch später um in Daktyloskopie. Somit erkannte Ivan Vučetić unabhängig von Sir Francis Galton, einem Vetter von Charles Darwin, den Wert der Daktyloskopie für die polizeiliche Aufklärungsarbeit.
Nachdem 1892 in La Plata weltweit erstmals ein Doppelmord mit Hilfe eines Fingerabdrucks aufgeklärt wurde, sorgte der Kriminologe 1896 für die landesweite Einführung der Daktyloskopie und gründete das Büro für Statistik und Erkennungswesen in La Plata. Argentinien war somit das erste Land der Erde, das dieses Identifizierungssystem einführte.
Von 1911 bis 1913 arbeitete Vučetić weiter an der Untersuchung und Klassifizierung von Fingerabdrücken, insbesondere auch für die argentinische Regierung, die ein Gesetz zur Registrierung von Fingerabdrücken beim Antritt des Militärdienstes erlassen hatte. 1913 beendete er seine Tätigkeit und begab sich auf eine längere Reise. Bei seiner Rückkehr nach Argentinien geriet er in eine für ihn enttäuschende Situation: Nach heftigen Protesten gegen eine Ausweitung der Registrierung von Fingerabdrücken verzichtete die Regierung darauf, beschlagnahmte Vučetićs Forschungsarbeit und verbot ihm die weitere Beschäftigung mit dem Thema. 
Zu Ehren Vučetićs trägt die Polizeiakademie in La Plata den Namen Escuela de policia Juan Vucetich. Das Forensische Institut der Polizei in Zagreb wurde ebenfalls nach ihm benannt (The „Ivan Vučetić“ Forensic Science Centre).